# Taoscelis crocostoma
Taoscelis crocostoma är en fjärilsart som beskrevs av Edward Meyrick 1938. Taoscelis crocostoma ingår i släktet Taoscelis och familjen plattmalar. Inga underarter finns listade i Catalogue of Life.